# Plakker (vlinder)
De plakker (Lymantria dispar) is een nachtvlinder uit de familie van de donsvlinders (Lymantriidae), die voorkomt in het Palearctisch en als exoot in het gehele Nearctisch gebied.

## Beschrijving
De spanwijdte bedraagt tussen de 32 en 55 millimeter. De vrouwtjes zijn een stuk groter dan de mannetjes, maar vliegen niet of nauwelijks. De mannetjes hebben zeer sterk geveerde antennen. De vrouwtjes hebben witte tot geelwitte voorvleugels met donkere zigzaglijnen. De voorvleugels van de mannetjes zijn bruin. Het vrouwtje zet de bruine tot geelachtige eieren af in bastspleten. Het legsel wordt afgedekt met een dikke laag geelbruine haren van haar achterlijf. De volledig ontwikkelde rupsen overwinteren in de eitjes. In het vroege voorjaar worden de jonge rupsjes met behulp van spinseldraden verspreid door de wind.
De rupsen kunnen tot 7 centimeter lang worden en zijn zeer variabel van kleur. Meestal hebben ze een grijze grondkleur en een geelachtige lijntekening. Op de eerste vijf segmenten zitten meestal twee blauwe en op de achterste zes twee rode rugwratten. De kop is licht geelbruin met op de voorzijde twee zwarte strepen. Ze verpoppen in een los spinsel in bastspleten van een boom of onder een steen.

## Voorkomen in Nederland en België
In Nederland en België is de plakker een gewone soort, die echter in het noordoostelijke deel minder vaak voorkomt. De vlinder komt vooral voor op de warmere plaatsen in open eikenbossen. Er komt één generatie per jaar voor. De vliegtijd is van halverwege mei tot en met augustus. Soms kan de plakker als plaaginsect optreden, vooral op eikenbomen en op blauweregen.

## Introductie in Noord-Amerika
De plakker werd in Noord-Amerika gebracht door Étienne Léopold Trouvelot, een Frans kunstschilder en wetenschapper. Hij woonde in het dorpje Medford (Massachusetts) en onderzocht diverse kweken van niet-inheemse vlinders in een poging een alternatief voor de zijderups te vinden. De plakker ontsnapte in 1868. Trouvelot waarschuwde voor deze ontsnapping, maar er werd lauw gereageerd op diens waarschuwingen. In de daaropvolgende jaren ontwikkelde de plakker zich tot een ernstig plaaginsect en werd door de staat Massachusetts zwaar bestreden. Desondanks breidde deze soort zich uit over een groot deel van Noord-Amerika. In de bossen waar een actieve plaag is, kan men het zachte geruis horen van de miljoenen knagende rupsen.
Rond 1971 werd, waarschijnlijk per ongeluk, vanuit Japan een entomopathogene schimmelsoort Entomophaga maimaiga geïntroduceerd die erg specifiek de plakker als doelwit heeft, hoewel er een paar inheemse Lymantriinae-soorten ook het slachtoffer kunnen worden.

## Waardplanten
De rupsen leven van een groot aantal soorten loofbomen en struiken, als zomereik, ratelpopulier, boswilg, winterlinde, eenstijlige meidoorn, wilde appel en lijsterbes. Ook komt de rups in boomgaarden voor.

## Galerij

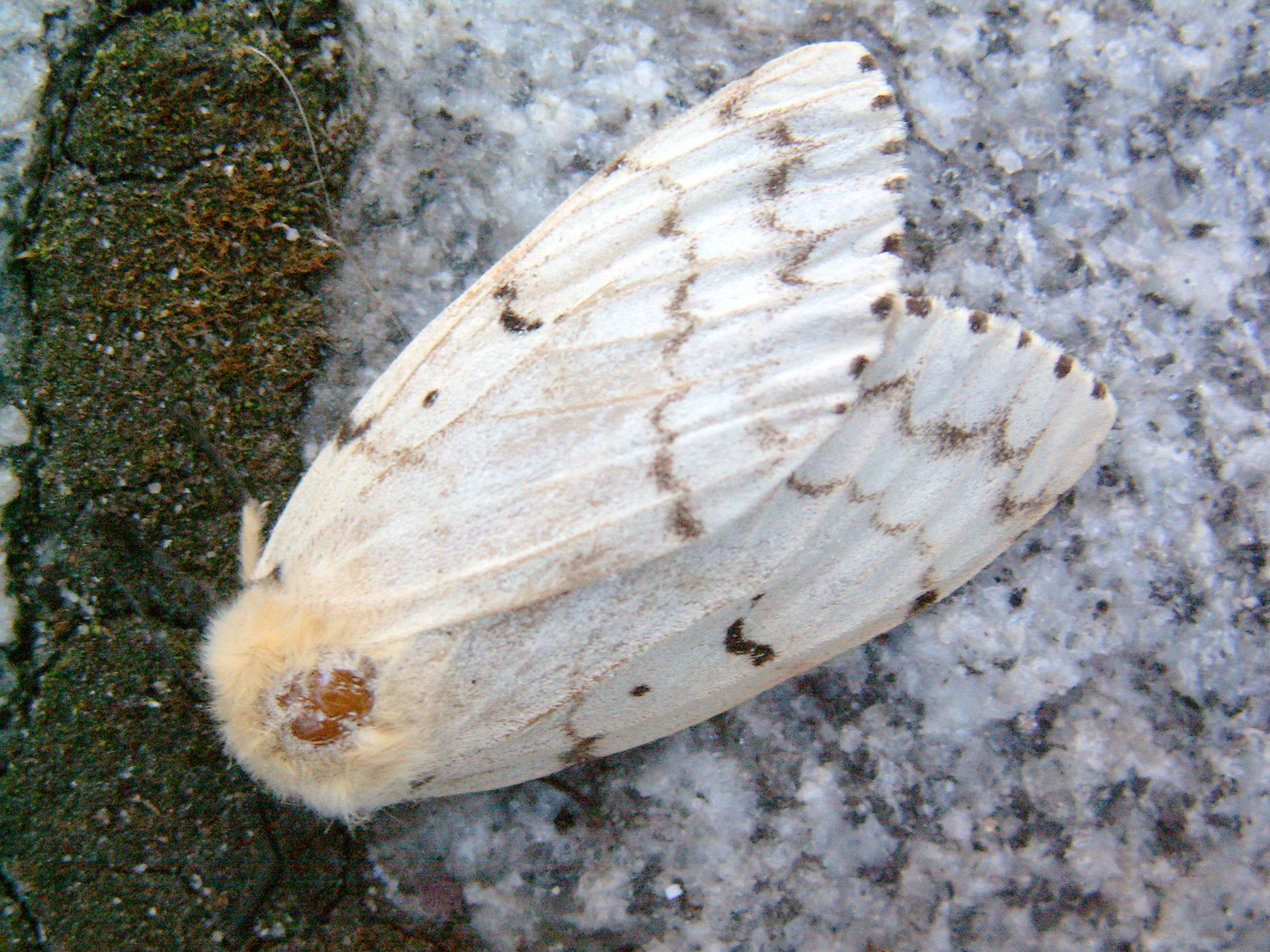
Volwassen vrouwtje
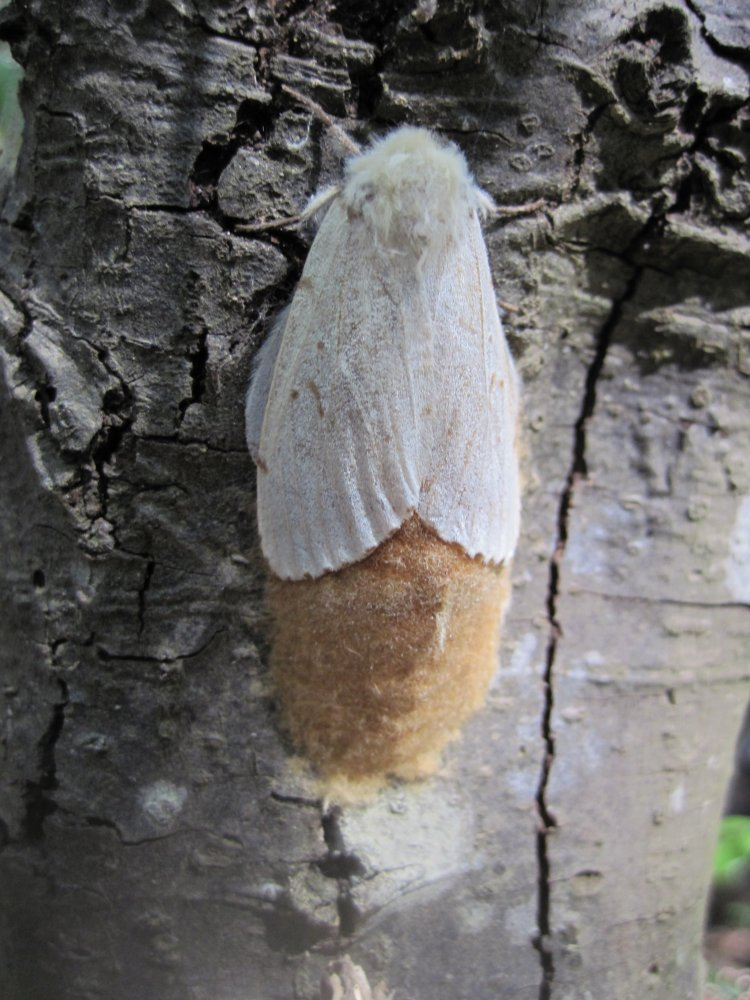
Eileggend vrouwtje
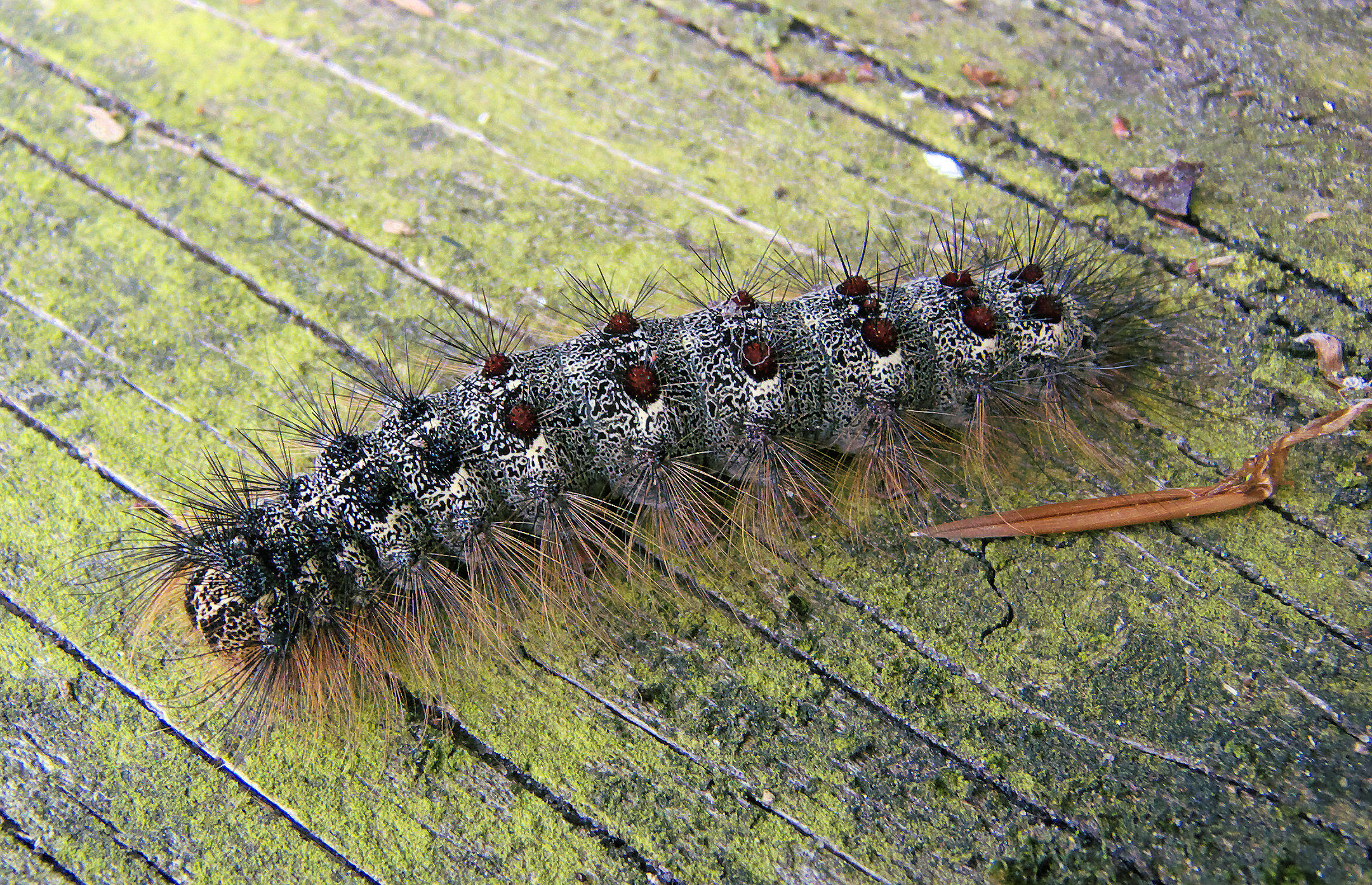
Rups
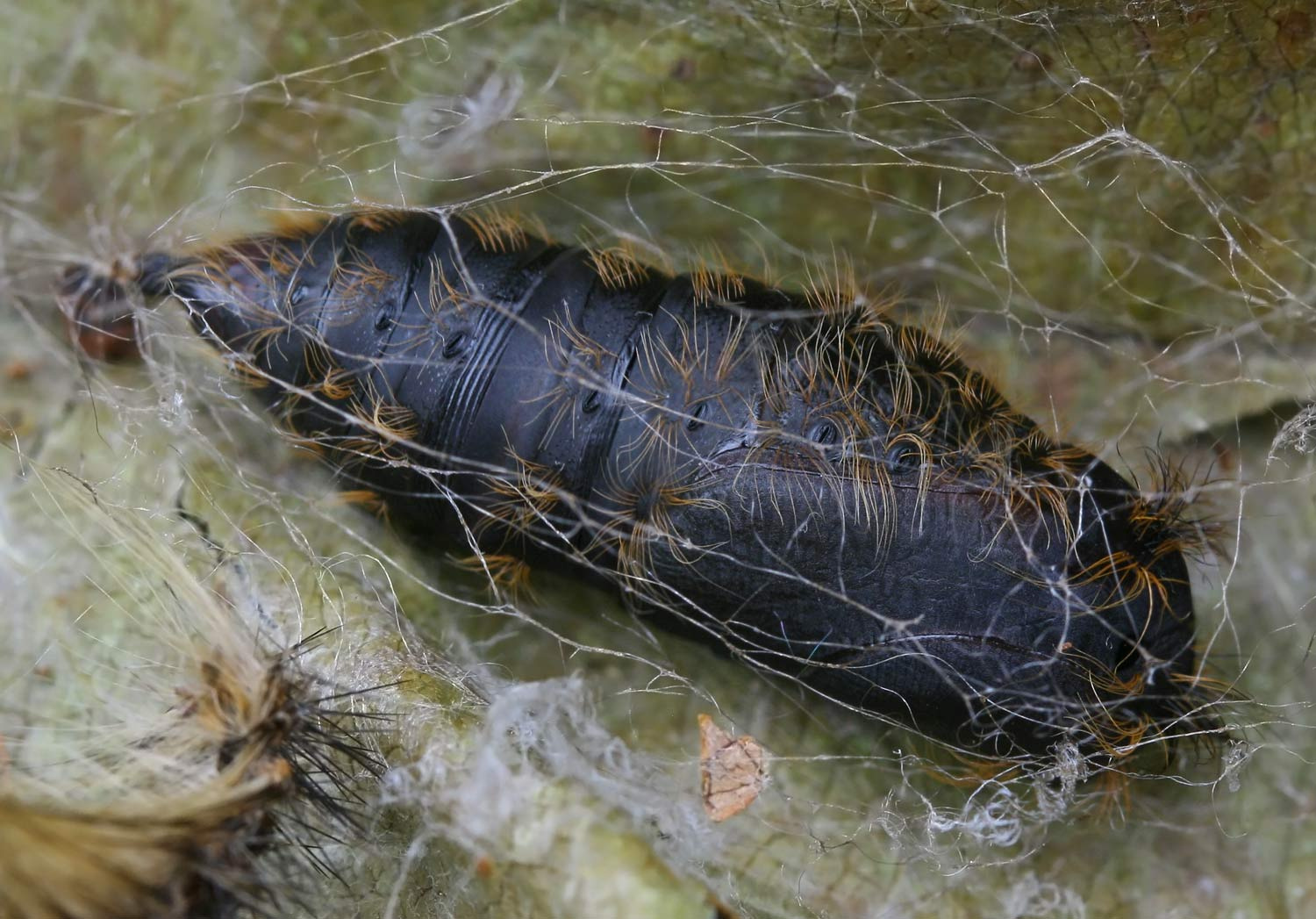
Pop
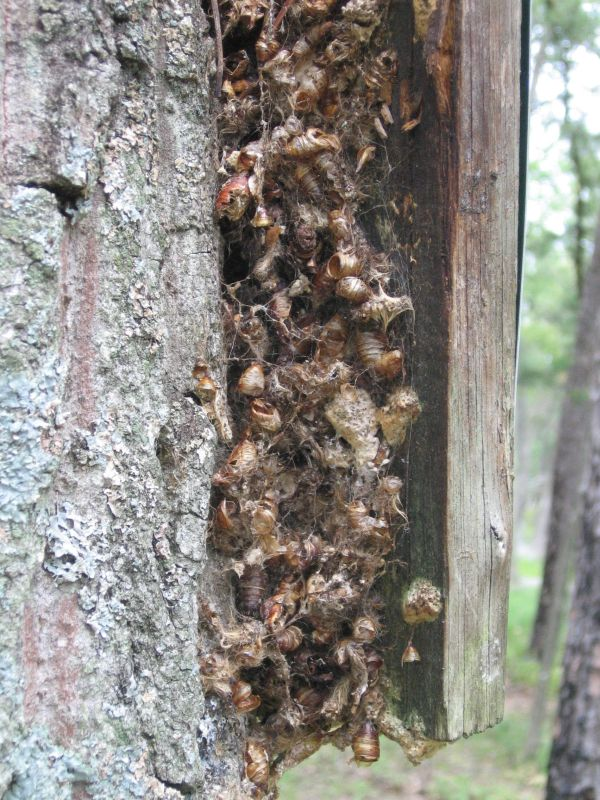
Popresten op een paaltje

## Ondersoorten
- Lymantria dispar dispar
  - = Lymantria dispar asiatica Vnukovskij, 1926
  - = Lymantria dispar praeterea Kardakoff, 1928
  - = Lymantria dispar andalusiaca Reinig, 1938
  - = Lymantria dispar mediterranea Goldschmidt, 1940
  - = Lymantria dispar bocharae Goldschmidt, 1940
  - = Lymantria dispar chosenensis Goldschmidt, 1940
  - = Lymantria dispar koreibia Bryk, 1948
- Lymantria dispar hokkaidoensis Goldschmidt, 1940
  - = Lymantria dispar nesiobia Bryk, 1942
- Lymantria dispar japonica (Motschulsky, 1860)
  - = Liparis dispar var. japonica Motschulsky, 1860
- Lymantria dispar obscura Goldschmidt, 1940
- Lymantria dispar tsushimensis Inoue, 1956
- Lymantria dispar postalba Inoue, 1956